# Ramsöörarna
Ramsöörarna är öar i Åland (Finland). De ligger i Skärgårdshavet och i kommunen Vårdö i landskapet Åland, i den sydvästra delen av landet. Öarna ligger omkring 33 kilometer nordöst om Mariehamn och omkring 260 kilometer väster om Helsingfors.
Arean för den av öarna koordinaterna pekar på är 7,8 hektar och dess största längd är 0,7 kilometer i nord-sydlig riktning. I omgivningarna runt Ramsöörarna växer i huvudsak barrskog.